# ニカノール・デ・カルバーリョ
ニカノール・デ・カルバーリョ（ポルトガル語: Nicanor de Carvalho, 1947年2月9日 - 2018年11月28日）は、ブラジル・サンパウロ州レーメ出身のサッカー選手、サッカー指導者。選手時代のポジションはフォワード（右ウイング）。

## 経歴

### 選手時代
1964年にインテル・ジ・リメイラで選手としてのキャリアをスタートさせる。キンゼ・デ・ピラシカーバ、ポンチ・プレッタを経て、1969年に移籍したサンパウロFCでは通算13試合出場0得点。フェロヴィアリア、レモを経て、現役最後はアメリカ合衆国のマイアミ・トロスでプレーした。

### 指導者時代
サンカルロス連邦大学で体育学を学び、フィジカルコーチとしてポンチ・プレッタ、コリンチャンス、サン・ジョゼECにて働く。1984年にインテル・ジ・リメイラで監督としてのキャリアをスタートさせ、以後、グレミオ・マリンガ、アトレチコ・パラナエンセ、コリチーバ、サン・ジョゼEC、ポンチ・プレッタ、サントスの監督を歴任。
1991年、日本のフジタのヘッドコーチに就任。肩書上は古前田充が監督だったが、実際にはニカノールが監督としての役割を担った。クラブは1993年にベルマーレ平塚に改称され、同年のジャパンフットボールリーグに優勝、Jリーグ参入を決める。1994年のJリーグでは2ndステージで2位となり、同年度の天皇杯では優勝したが、1995年シーズン途中に解任された。1995年9月から12月まではグアラニFC監督を務めた。
1996年から1997年まで柏レイソルの監督を務め、1995年に年間順位が12位だったチームを、1996年に優勝争いに加わって5位まで押し上げ、Jリーグ最優秀監督賞を受賞。
1997年は、ファーストステージは優勝争いに加わり、当時チーム最高の3位に導いた。しかし、セカンドステージでは調子に乗れず、エジウソンの退団もあり優勝争いに加わる事が出来ず成績が低迷。シーズン終了後に金銭面を巡ってフロントと対立し監督を退任。
1998年、ヴェルディ川崎の監督を務め、ワールドカップ中断時は、首位に立ち優勝争いに加わった。しかし、その後は、失速しファーストステージは6位に終わった。セカンドステージも怪我人の続出や主力選手の不調もあって下位の成績に低迷し、解任された。
その後、アメリカ-SP、ボタフォゴ-SP、リオ・ブランコ-SP、ブラガンチーノにて監督を務めた。
2018年11月28日、心不全のため死去。71歳没。

## 所属クラブ
- 1964年 - 1965年  インテル・ジ・リメイラ[1]
- 1966年 - 1967年  キンゼ・デ・ピラシカーバ[1]
- 1968年  ポンチ・プレッタ[1]
- 1969年  サンパウロFC[1]
- 1970年 - 1974年  フェロヴィアリア[1]
- 1975年  レモ[1]
- マイアミ・トロス（英語版）[1]

## 指導歴
- 1975年 - 1977年  ポンチ・プレッタ コーチ[1]
- 1978年 - 1980年  コリンチャンス コーチ[1]
- 1980年 - 1981年  サン・ジョゼEC コーチ[1]
- 1981年 - 1983年  ポンチ・プレッタ コーチ[1]
- 1984年  インテル・ジ・リメイラ[1]
- 1984年  パウリスタFC[1]
- 1985年  グレミオ・マリンガ[1]
- 1986年  アトレチコ・パラナエンセ[1]
- 1986年  コリチーバ[1]
- 1987年  サン・ジョゼEC[1]
- 1988年 - 1989年  ポンチ・プレッタ[1]
- 1989年  サントス[1]
- 1991年 - 1995年途中  フジタ/ベルマーレ平塚 ヘッドコーチ[1]
- 1995年  グアラニFC[3]
- 1996年 - 1997年  柏レイソル[1]
- 1998年 - 同年9月  ヴェルディ川崎[1]
- 2001年  アメリカ-SP[1]
- 2002年  ボタフォゴ-SP[1]
- 2003年  リオ・ブランコ-SP[1]
- 2006年  ブラガンチーノ[5]

## 受賞歴
- Jリーグ最優秀監督賞 (1996年、柏レイソル在籍時)